# Geiselstein (Vogelsberg)
Der Geiselstein, um 1427 noch „Geisenstein“, vor 200 Jahren noch Grisselfels genannt, ist eine der höchsten Erhebungen im Oberwald des Vogelsbergs. Er stellt eine mauerartige Felsformation aus Basanit dar. Auch wenn vom Gipfel ein Ausblick wegen der umgebenden Bäume nicht möglich ist, so ist der Weg hinauf durch ein Geländer erleichtert. Der Geiselstein ist mit 720,4 m Höhe der höchste Punkt im Stadtgebiet von Herbstein.

## Geographische Lage

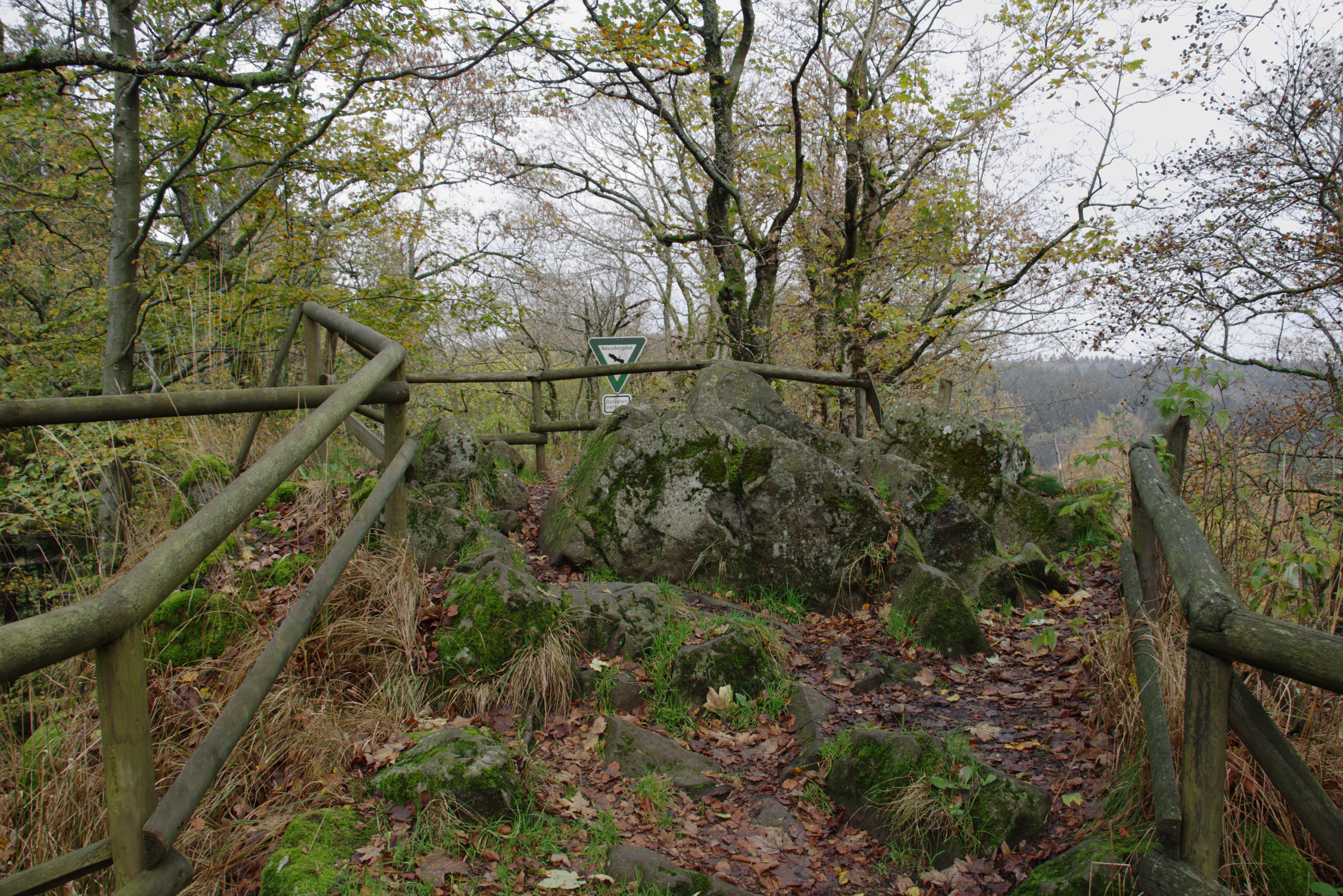
Gipfel des Geiselstein

Der Geiselstein erhebt sich im Naturpark Vulkanregion Vogelsberg in bewaldetem Gebiet des Naturraums Oberwald. Er gehört zum Naturschutzgebiet rund um die Quelle des Main-Zuflusses Nidda, das wegen seines nahe gelegenen Hochmoors geschützt ist. Westlich unterhalb der Felsen ergießt sich ein quellnaher Abschnitt des Ellersbachs, einem Zufluss der Alten Hasel in etwa östliche Richtung. Etwa 1000 m westnordwestlich des Geiselsteins liegt der Gipfel des Sieben Ahorn (752,7 m) und knapp 2 km südlich der Gipfel des Taufsteins. Der Geiselstein befindet sich im äußersten Westen des Stadtgebiets von Herbstein und gehört zur Gemarkung des Ortsteils Lanzenhain, der 4,2 km ostnordöstlich liegt. Westlich unterhalb der Felsformation verläuft die Grenze zur Stadt Schotten mit der 4 km südwestlich gelegenen Ortschaft Breungeshain. Nördlich schließt sich das Gemeindegebiet Lautertals mit dem 4,5 km nordöstlich befindlichen Ortsteil Eichelhain an und nordwestlich das Stadtgebiet von Ulrichstein mit der 4,5 km nordwestlich liegenden Ortschaft Feldkrücken. 

## Geologie
Der Geiselstein ist ein etwa 20 m hoher, nord-süd-ausgerichteter, mauerartiger, 40 bis 50 m breiter Dyke (Gang), der auf einer Länge von über 200 m aus seiner Umgebung hervortritt.
Die Felsformation besteht aus geomorphologisch aufschlussreichen, langgestreckten Basanitplatten, die am Südende der Felsklippe flach bis halbsteil nach Ostnordosten einfallen. Sie stellt einen vulkanischen Durchbruch entlang der von Wilhelm Schottler als Geiselsteinspalte bezeichneten Formation dar, die vom Felsen Stein westlich von Engelrod (Lautertal) bis zur Alten Burg (616,8 m) südöstlich von Kaulstoß (Schotten) verläuft.
Mineralogisch handelt es sich bei diesem Block- und Säulengipfel – den Willi Schulze als „schönsten gangförmigen Durchbruch im Oberwald (des Vogelsberges)“ charakterisiert – um einen Basanit von feinkörnigem bis
dichtem, porphyrischen Gefüge. Er besteht aus Nephelin-Leucit-Basanit und weist einen hohen Anteil an Magnetit (Magneteisenstein) auf. In der teilweise glasigen Grundmasse treten vor allem Klinopyroxen-Einsprenglinge auf. Zudem sind Feldspat, Olivineinsprenglinge von einer Größe unter 1 cm vertreten, darunter auch die seltenen Phlogopit-Peridotite, die auf einen metasomatisch veränderten Erdmantel verweisen. Außerdem sind in geringen Anteilen Biotit, Sodalith, Plagioklas, Nephelin und Analcim vorhanden.
Magnetit ist ein Erzmineral, das, wie seine Bezeichnung sagt, leicht magnetisiert werden kann. Dies geschieht durch Blitzeinschlag; eine exponierte Bergspitze wie der Geiselstein kann besonders leicht vom Blitz getroffen werden. Wegen seines hohen Magnetitanteils wird der Geiselstein auch als „Nordpol des Vogelsbergs“ bezeichnet: Daher ist die Nadel eines vor Ort befindlichen Kompass nicht am arktischen Magnetpol (auch: magnetischer Nordpol) der Erde ausgerichtet, sondern an der Felsformation des Geiselsteins selbst.

## Natur

### Schutzgebiete
Der Geiselstein liegt im Nordosten des Naturschutzgebiets In der Breungeshainer Heide (CDDA-Nr. 81991; 1974 ausgewiesen; 64,37 ha groß), im Fauna-Flora-Habitat-Gebiet Hoher Vogelsberg (FFH-Nr. 5421-302; 38,6136 km²) und im Vogelschutzgebiet Vogelsberg (VSG-Nr. 5421-401; 636,4497 km²).

### Flora
Der Baumbestand rund um die Blockhalde des Geiselsteins besteht aus naturnahen Bergahornbeständen, die mit Buche, Esche, Bergulme, Spitzahorn und Vogelbeere vermischt sind. Buchen rücken zugunsten von Bergahorn in den Hintergrund. Farne und Moosarten in großer Anzahl umgeben den Felsen. Im frühen April ist das Gebiet um die Anhöhe von blühenden Märzenbechern durchzogen. Die nahe gelegene Lichtung der Goldwiese ist durch Arnikabewuchs geprägt.

## Verkehr und Wandern
Etwa 1000 m südwestlich vorbei am Geiselstein verläuft die Landesstraße 3291, die Feldkrücken im Nordwesten mit dem Taufstein und dem Hoherodskopf im Südosten verbindet; an der Straße liegt der Wandererparkplatz Niddaquelle. Dort und an der Felsformation vorbei führt der mit einem grünen „H“ gekennzeichnete Höhenrundweg Vogelsberg, ein Premiumwanderweg der Extratouren Vogelsberg. Etwa 350 m südöstlich der Felsen verläuft zwischen dem Taufstein und Lanzenhain der Europäische Fernwanderweg E3. Weiträumig um die Formation herum führt der Vulkanring Vogelsberg des Vogelsberger Höhen-Clubs.